# Neuracanthus
Neuracanthus biljni rod polugrmova iz porodice Acanthaceae smješten u vlastiti tribus Neuracantheae, dio potporodice Acanthoideae. Postoji 31 vrsta porijeklom iz tropske Afrike, Madagaskara, Arapskog poluotoka, Indijskog potkontinenta i Indokine.

## Opis
Rod je opisan u Plantae Asiaticae Rariores 3: 76, 97. 1832. Tipična vrsta je polugrm Neuracanthus tetragonostachyus Nees.
Višegodišnje zeljaste biljke ili polugrmovi. Cvatovi aksilarni ili završni, šiljasti ili kuglasti. Brakteje se preklapaju, u 4 – 6 redova, obično s istaknutim uzdužnim žilama, a svaka pokriva jedan cvijet. Čaška 2-usna s gornjom usnom 3-režnjevitom i donjom 2-režnjevitom; cijev kraća od režnjeva. Vjenčić: cijev kratka; Kapsula 2-4 sjemena. Sjemenke s higroskopnim dlačicama.

## Vrste
1. Neuracanthus aculeatus Balf. fil.
2. Neuracanthus africanus T.Anderson ex S. Moore
3. Neuracanthus argyrophyllus Chiov.
4. Neuracanthus brachystachyus Benoist
5. Neuracanthus capitatus Balf.fil.
6. Neuracanthus cladanthacanthus Chiov.
7. Neuracanthus decorus S.Moore
8. Neuracanthus gracilior S.Moore
9. Neuracanthus grandiflorus Kurz
10. Neuracanthus keniensis J.-P.Lebrun & Stork
11. Neuracanthus lindaui C.B.Clarke
12. Neuracanthus madagascariensis Benoist
13. Neuracanthus mahajangensis Bidgood & Brummitt
14. Neuracanthus matsabdianus Bidgood & Brummitt
15. Neuracanthus migiurtinus Bidgood & Brummitt
16. Neuracanthus neesianus (Wight ex T.Anderson) C.B.Clarke
17. Neuracanthus niveus S.Moore
18. Neuracanthus ovalifolius (Fiori) Bidgood & Brummitt
19. Neuracanthus pedalis Bidgood & Brummitt
20. Neuracanthus pictus M.G.Gilbert
21. Neuracanthus polyacanthus (Lindau) C.B.Clarke
22. Neuracanthus richardianus (Nees) Boivin ex Benoist
23. Neuracanthus robecchii (Lindau) C.B.Clarke
24. Neuracanthus scaber S.Moore
25. Neuracanthus sphaerostachyus (Nees) Dalzell
26. Neuracanthus spinosus Deflers
27. Neuracanthus subuninervis Kurz
28. Neuracanthus tephrophyllus Bidgood & Brummitt
29. Neuracanthus tetragonostachyus Nees
30. Neuracanthus ukambensis C.B.Clarke
31. Neuracanthus umbraticus Bidgood & Brummitt

## Sinonimi
- Leucobarleria Lindau; Nat. Pflanzenfam. [Engler & Prantl] IV, 3b: 353 (1895)